# Gmina zbiorowa Papenteich
Gmina zbiorowa Papenteich (niem. Samtgemeinde Papenteich) – gmina zbiorowa położona w niemieckim kraju związkowym Dolna Saksonia, w powiecie Gifhorn. Siedziba administracji gminy zbiorowej znajduje się w miejscowości Meine.

## Podział administracyjny
Do gminy zbiorowej Papenteich należy sześć gmin:
1. Adenbüttel
2. Didderse
3. Meine
4. Rötgesbüttel
5. Schwülper
6. Vordorf